# Wola Rakowa
Wola Rakowa – wieś w Polsce położona w województwie łódzkim, w powiecie łódzkim wschodnim, w gminie Brójce. 
| SIMC    | Nazwa              | Rodzaj    |
| ------- | ------------------ | --------- |
| 0413446 | Kolonia Giemzowska | część wsi |
| 0413452 | Kolonia Pałczewska | część wsi |
| 0413469 | Kolonia Romanowska | część wsi |
| 0413475 | Nowiny             | część wsi |

Wieś ma charakter wielodrożnicy i składa się z następujących jednostek:
- Wola Rakowa
- Kolonia Giemzowska obecnie ul. Główna.
- Kolonia Pałczewska (Niemiecka) - ul. Południowa.
- Kolonia Romanowska - ul. Tuszyńska.
- Wola Rakowa Nowiny - ul. Nowiny.
- " Folwark - ul. Kręta i Kościelna.
- " Rynek - ul. Szkolna.

Wola Rakowa powstała między 1415 a 1466 rokiem. Początkowo należała do parafii w Tuszynie, potem w Kurowicach, a samodzielną parafią stała się 1 czerwca 1986 roku. 
Do 1925 roku w Woli Rakowej znajdowała się siedziba gminy Brójce.
W latach 1975–1998 miejscowość administracyjnie należała do ówczesnego województwa łódzkiego.

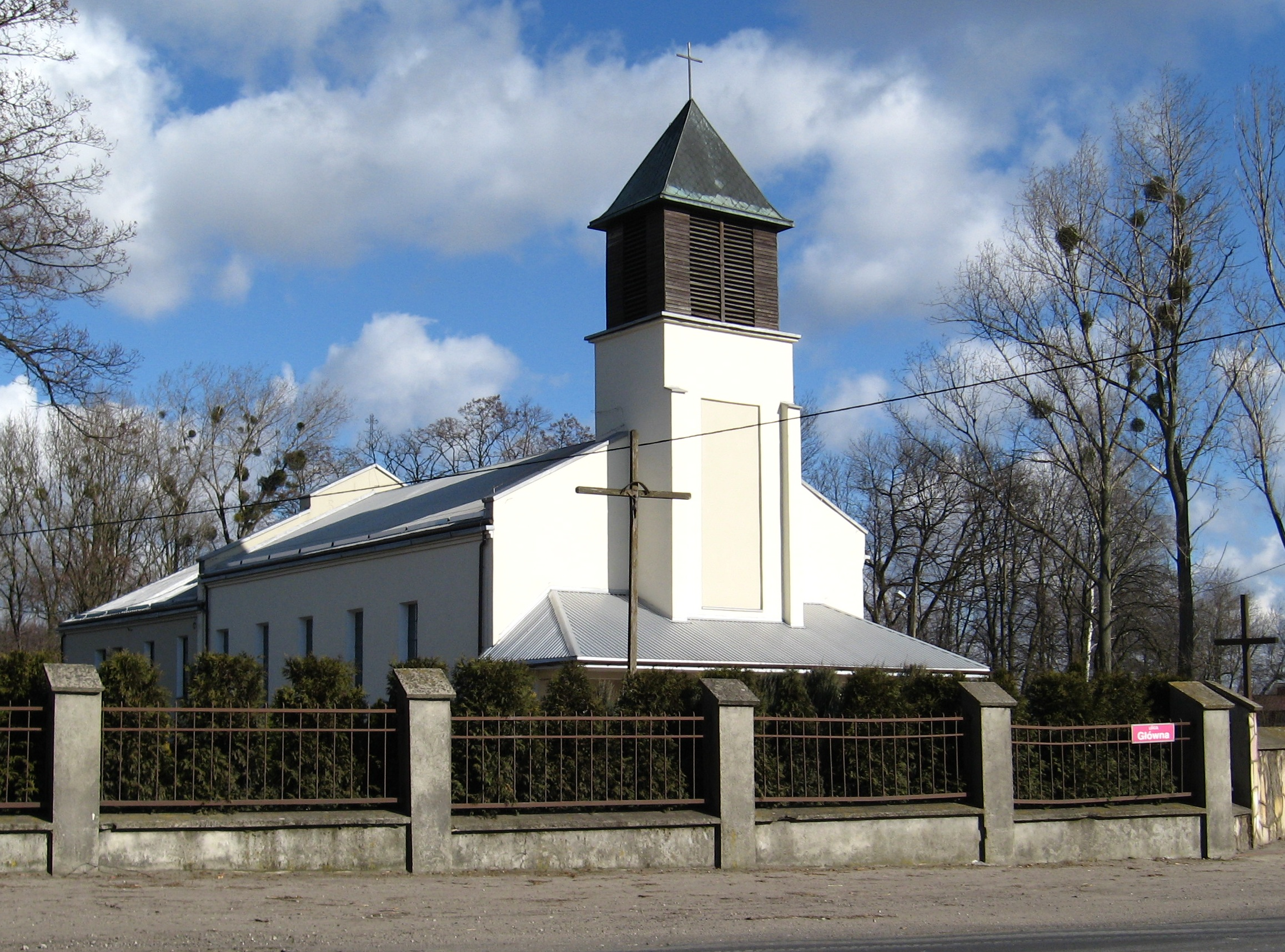
Kościół pw. Miłosierdzia Bożego w Woli Rakowej